# Маньковка (Полтавская область)
Манько́вка (укр. Маньківка) — село,
Малоперещепинский сельский совет,
Новосанжарский район,
Полтавская область,
Украина.
Код КОАТУУ — 5323483405. Население по переписи 2001 года составляло 12 человек.

## Географическое положение
Село Маньковка находится на краю большого болота Великое.
К селу примыкает лесной массив (сосна).
Рядом проходит железная дорога, станция Собковка в 1-м км.